# Ulla Bondeson
Ulla Viveka Bondeson, född 10 juli 1937 i Malmö, död 20 oktober 2009, var en svensk rättssociolog och kriminolog.
Bondeson, som var dotter till postmästare Oscar Bondeson och Elsa Lindberg, blev filosofie kandidat 1961, filosofie licentiat 1967, filosofie doktor och docent vid Lunds universitet 1974, professor i rättssociologi vid där 1979 och professor i kriminologi vid Köpenhamns universitet 1980. Hon blev biträdande generalsekreterare i Internationella kriminologiförbundet 1980, var dess vice president 1990, blev medlem i Nordiskt samarbetsråd för kriminologi 1980 (ordförande 1983–1985). 
Bondeson författade Fången i fångsamhället (1974), Kriminalvård i frihet (1977), Rationalitet i rättssystemet (redaktör, 1979), Prisoners in Prison Societies (1989), Alternatives to Imprisonment – Intentions and Reality (1994) samt stort antal artiklar i vetenskapliga tidskrifter och böcker.